# Église Saint-David de Madawaska
L'église Saint-David (en anglais : St. David Catholic Church) est un édifice religieux catholique et principal sanctuaire catholique de la ville de Madawaska, dans l'État américain du Maine. Construite en 1911, l’église maintient une pastorale francophone acadienne dans la ville.

## Historique
Au milieu du XIXe siècle, la ville de Madawaska accueillit de nombreux immigrants canadiens catholiques pour travailler notamment dans les moulins de textiles. Leur arrivée créa le besoin d'un prêtre catholique pour assurer une pastorale francophone. 
L'église fut édifiée en 1911 sur un terrain situé entre la route principale et la rive du fleuve Saint-Jean près du site historique où débarquèrent de leurs canoés, une vingtaine de familles acadiennes en 1785, site connu sous le nom de Acadian Landing Site. Le bâtiment est un mélange architectural liant l'architecture baroque et le style Renaissance italienne. 
L'édifice religieux fut la première congrégation catholique établie au Madawaska, résultat de nombreuses années de lutte, après que la frontière internationale eut divisé la communauté catholique française en 1842 après le conflit territorial entre le Royaume-Uni et les États-Unis en 1838/1839 pendant la guerre d'Aroostook et qui déboucha sur le traité Webster-Ashburton qui mit un terme au différend frontalier.
En 1871, l'église paroissiale Saint-David fut rattachée au diocèse de Portland.
Le bâtiment fut inscrit au Registre national des lieux historiques en 1973.
Les offices religieux y sont célébrés en anglais et en français selon les besoins des paroissiens. Les traditions religieuses acadiennes sont célébrées suivies de repas regroupant de nombreux convives et fidèles dans le sous-sol de l'église même.

### Articles liés
- Acadiens
- Diocèse de Portland